# Papier tigre
Papier tigre est un groupe de rock français, originaire de Nantes, en Loire-Atlantique. Il est formé en 2006 d'Eric Pasquereau à la guitare et au chant, Pierre-Antoine Parois à la batterie et Arthur de La Grandière à la guitare. La musique du groupe est souvent rapprochée de celle produite par des groupes tels que The Jesus Lizard, Shellac, Fugazi ou Don Caballero.

## Biographie
Avant de former Papier Tigre en 2006, les trois membres du groupe jouaient déjà ensemble au sein du groupe Seymour. En 2007, ils publient un premier album éponyme sur le label Collectif Effervescence. Un deuxième album intitulé The Beginning and End of Now et enregistré et mixé par Iain Burgess est publié sur ce même label l'année suivante. Le troisième album Recreation enregistré et mixé par John Congleton sort en 2012 sur les labels Africantape et Murailles Music. Leur dernière sortie est un 45 tours datant de 2013 sur Africantape et Sick Room Records.
Les tournées du groupe les conduisent à se produire en France et en Europe mais aussi en Chine,, au Japon, au Brésil, au Mexique, au Canada et aux États-Unis notamment dans le cadre du festival South by Southwest à Austin, mais aussi dans le cadre du festival All Tomorrow's Parties au Royaume-Uni.
Les membres du groupe jouent, ou ont joué, au sein d'autres formations, The Patriotic Sunday pour Éric Pasquereau, Pierre-Antoine Parois joue dans Room 204 et a aussi joué avec Arthur de La Grandière dans Argument. Papier Tigre fait partie, aux côtés de Marvin, Pneu et Electric Electric, du projet live La Colonie de Vacances,.